# Weißschwanzaar
Der Weißschwanzaar (Elanus leucurus) ist ein kleiner bis mittelgroßer Greifvogel aus der Gattung der Gleitaare. Die in weiten Teilen des amerikanischen Kontinents verbreitete Art wurde erstmals im Jahr 1818 durch den französischen Naturforscher Louis Pierre Vieillot wissenschaftlich beschrieben.

## Merkmale
Weißschwanzaare erreichen eine Größe von etwa 32 bis 41 cm bei einem Gewicht im Bereich von 294 bis 350 g. Die Flügelspannweite liegt zwischen 94 und 102 cm. Die weiblichen Vertreter der Art sind tendenziell etwas größer als die Männchen, zeigen ansonsten aber kaum weitergehenden Sexualdimorphismus. Im Gleitflug erinnern Weißschwanzaare durch ihr Gefieder und die Haltung der Flügel – leicht V-förmig über den Körper gestreckt – an Möwen. Sitzend ähneln sie jedoch in Körperform und Färbung eher manchen Falkenarten. Das Gefieder ist an Kopf und Unterseite weiß gefärbt und geht am Rücken in Grautöne über. Die Haube ist in hellem Grau gehalten. Ein langer, mit Ausnahme der beiden innersten hellgrauen Steuerfedern, weißer Schwanz und dunkelgraue Flecken an den Schultern können zur eindeutigen Unterscheidung von ähnlichen Arten herangezogen werden. Weitere charakteristische Merkmale sind grau-schwarze Handschwingen sowie ein schwarzer Karpalfleck. Beine und Schnabelansatz sind gelblich gefärbt, zur Schnabelspitze hin geht das Gelbliche in Grau- und Schwarztöne über. Ein auffälliges Merkmal adulter Vögel sind die großen Augen mit einer orangeroten bis roten Iris. Umgeben werden sie von einem schwarzen Augenring, der sich zum Schnabel hin zu einem Fleck ausweitet.
Junge Weißschwanzaare bilden nach etwa 40 Tagen ihr Jugendkleid aus. Dieses ist allgemein dunkler als das der Altvögel und vor allem in Braun und Gelbbraun gehalten. Des Weiteren fehlt den Jungvögeln noch die charakteristische rötliche Iris, die zunächst noch braun gefärbt ist. Im Alter von circa einem Jahr durchlaufen die Jungen eine weitere vollständige Mauser, an deren Ende sie die Gefiederfärbung erwachsener Vögel annehmen und von diesen optisch nicht mehr zu unterscheiden sind.

## Lebensweise
Weißschwanzaare tendieren außerhalb der Brutzeit zu teilweise langen Wanderungen, die jedoch offenbar keinem erkennbaren Muster folgen. Es wird daher angenommen, dass es sich hierbei nicht um einen klassischen Vogelzug handelt. Des Weiteren existieren Berichte über nomadisches Verhalten in Zeiten von Nahrungsknappheit. Gegenüber anderen Raubvögeln zeigen sie sich wenig territorial, können jedoch aggressiv gegenüber direkten Nahrungskonkurrenten reagieren. An ihren Schlafplätzen finden sich Weißschwanzaare besonders im Winter zu großen Gruppen zusammen, die in einigen Regionen aus bis zu 100 Individuen bestehen können. Der älteste bekannte Weißschwanzaar – ein Exemplar aus dem amerikanischen Bundesstaat Kalifornien – hatte ein Alter von mindestens sechs Jahren erreicht. Der Ruf der Vögel wird als ein pfeifendes oder klagendes keep-keep-keep beschrieben.

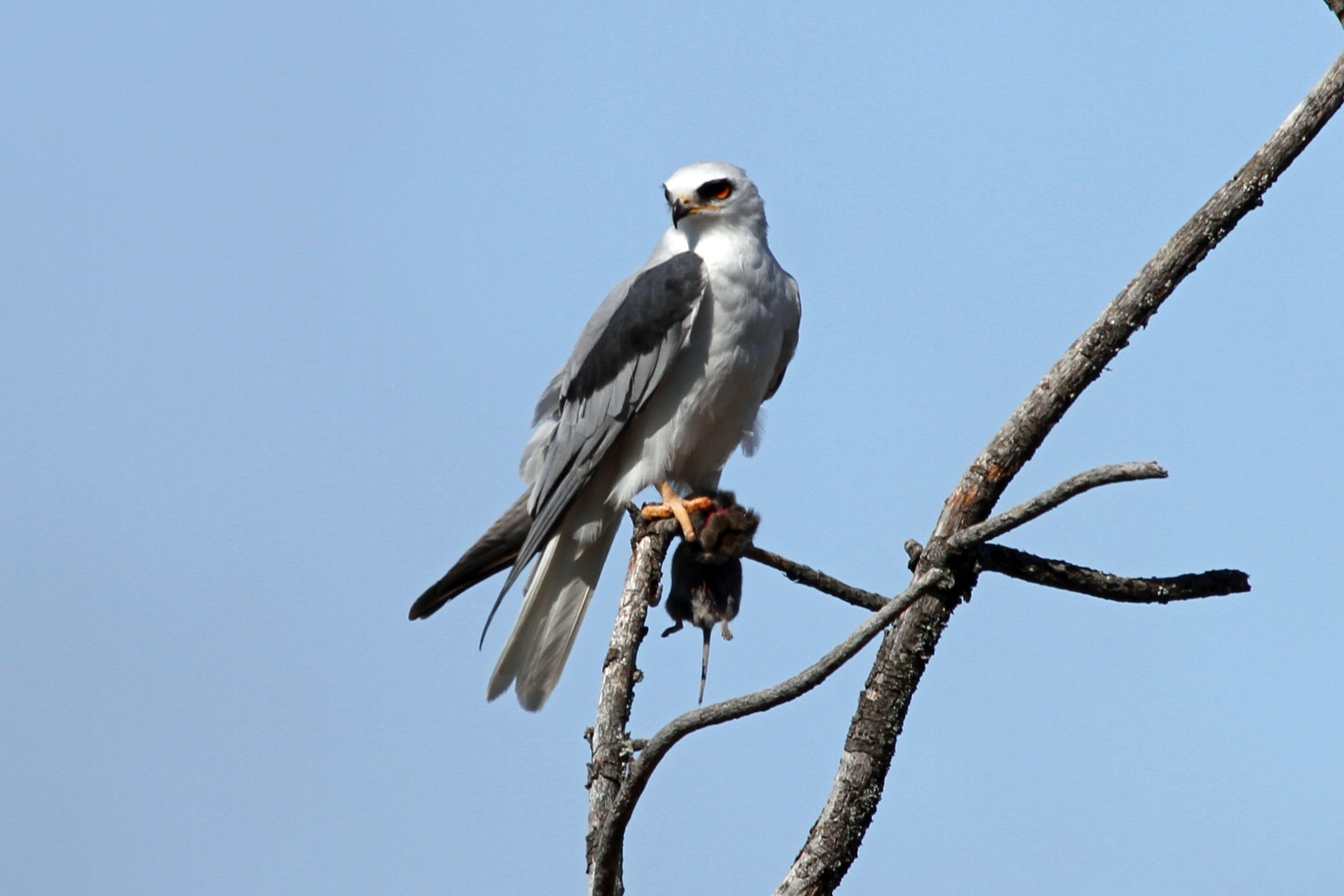
Weißschwanzaar mit erbeutetem Nagetier

### Ernährung
Während der Jagd suchen Weißschwanzaare im Gleitflug in einer Flughöhe von etwa 5 bis 25 Metern nach potenzieller Beute. Hierbei können sie – je nach Windstärke – mit schnellen Flügelschlägen länger als eine Minute fast auf derselben Stelle in der Luft verharren. Wurde das Beutetier erspäht, stürzen sich die Vögel mit über dem Körper ausgestreckten Flügeln in einer schnellen Bewegung auf dieses herab und ergreifen es mit ihren Krallen. Nach einer erfolgreichen Jagd wird die Beute zunächst zu einem bevorzugten Ansitz getragen, wo sie dann schließlich verzehrt wird. Zu mehr als 95 % ernähren sich Weißschwanzaare von kleinen Säugetieren mit einem Gewicht zwischen 20 und 70 g. Dazu gehören beispielsweise Haus-, Ernte- und Feldmäuse sowie Baumwollratten. Der Rest der Ernährung setzt sich vor allem aus kleinen Vögeln und Insekten zusammen.

### Fortpflanzung

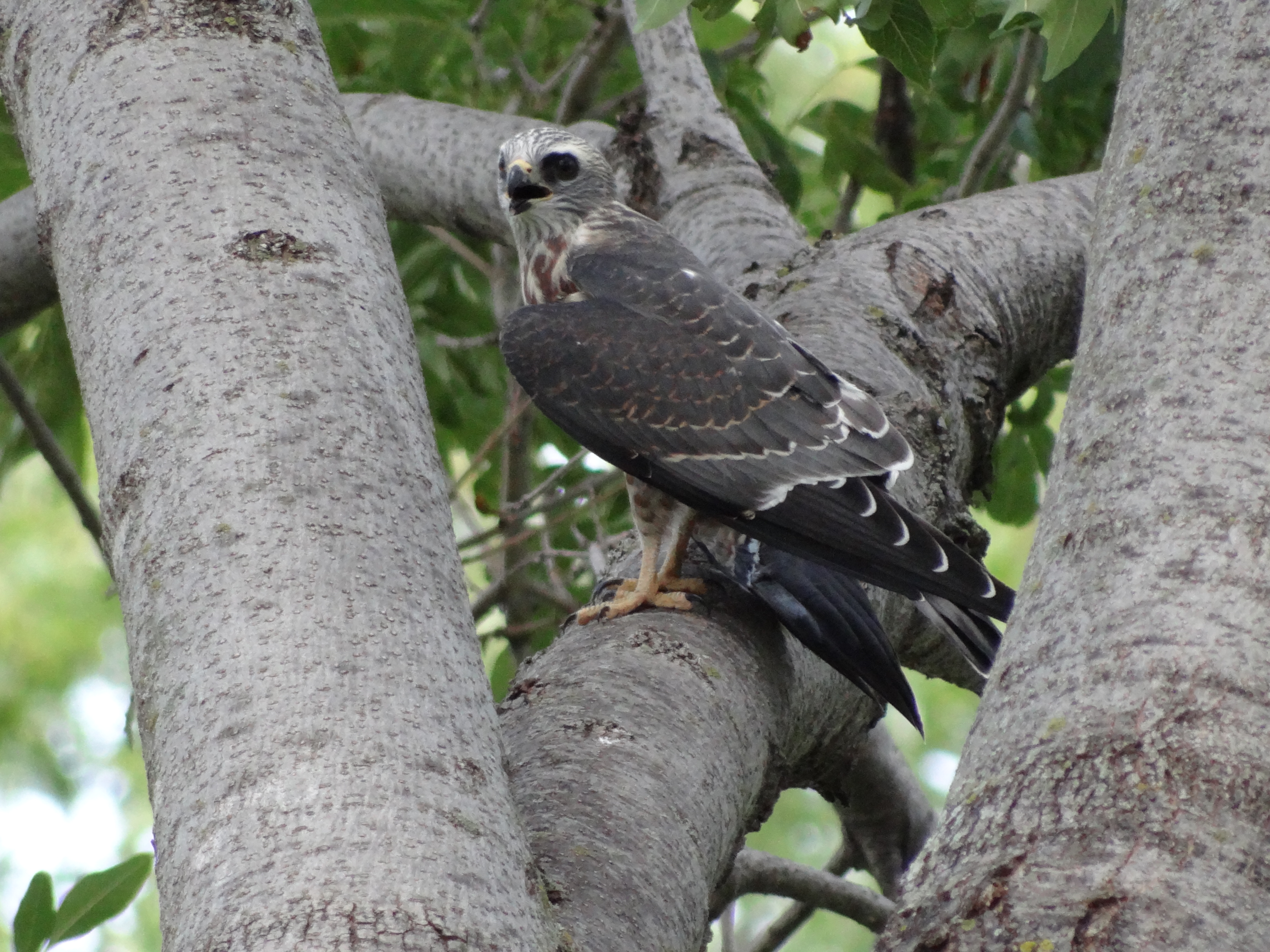
Junger Weißschwanzaar, unmittelbar nach Verlassen des Nests in der Nähe von Fort Worth, Texas

Die Brutzeit der Art ist ausgesprochen lang, balzende Weißschwanzaare konnten bisher in den Monaten Dezember bis September beobachtet werden, während Nestbau-Aktivitäten von Januar bis August stattfinden können. Der Schwerpunkt der Eiablage liegt im Februar und März. Während der Balz umkreist das Männchen das Weibchen unter lautem Rufen im Flug und bringt diesem Futter. Das Nest wird von beiden Vögeln gemeinsam in einer Höhe von 6 bis 15 Metern auf einem Baum errichtet und besteht aus Stöcken und Zweigen, die mit Gräsern und Moosen ausgepolstert werden. Nach Abschluss des Nestbaus, für den die Vögel zwischen einer und vier Wochen benötigen, legt das Weibchen meist vier, gelegentlich auch fünf und selten auch drei oder sechs Eier. Die genaue Anzahl scheint mit der Verfügbarkeit potenzieller Beutetiere zu korrelieren. Die Eier haben eine cremeweiße Grundfärbung mit braunen Sprenkeln und werden von dem Weibchen über einen Zeitraum von 26 bis 32 Tagen bebrütet. Währenddessen hält sich das Männchen in der Nähe auf und versorgt seine Partnerin mit Nahrung. Nach dem Schlüpfen der Jungvögel geht der männliche Altvogel zunächst weiterhin allein auf Nahrungssuche und bringt die Beute zum Nistplatz, wo das Weibchen sie an die Jungen verfüttert. Später werden Beutetiere einfach in das Nest fallen gelassen und von den Jungvögeln selbstständig aufgenommen. Die Jungen werden nach etwa 30 bis 35 Tagen flügge, kehren jedoch auch danach noch gelegentlich zum Nest zurück, wo sie von den Altvögeln versorgt werden. Dieses Verhalten setzt sich über einen Zeitraum von etwa ein bis zwei Monaten fort. Bei erfolgreicher erster Brut kann es vorkommen, dass Weißschwanzaarpaare in derselben Saison ein weiteres Mal brüten. Ist das der Fall, werden die Jungvögel aus der ersten Brut zügig aus der Umgebung des Nests vertrieben.

## Verbreitung und Gefährdung

Verbreitungsgebiet des Weißschwanzaars

Weißschwanzaare bewohnen bevorzugt offene und halboffene Gebiete wie Grasland, Savannen, Sümpfe und bewachsene Küstendünen. Hierbei werden sowohl trockene als auch feuchtere Regionen besiedelt. Die Tiere sind teilweise Kulturfolger, für die landwirtschaftlich genutzte Flächen sowie Parks und von Menschen gepflegte Wiesen gute Lebensbedingungen bieten. Das Verbreitungsgebiet und die Bestandsentwicklung der Art waren in der Vergangenheit erheblichen Schwankungen unterworfen. Ursprünglich bewohnte die Art weite Teile Süd- und Mittelamerikas sowie den Süden und Westen Nordamerikas, war jedoch am Beginn des 20. Jahrhunderts aus vielen Regionen verschwunden und stand zumindest in Nordamerika kurz vor der Ausrottung. Hauptgründe hierfür waren vor allem die intensive direkte Jagd auf Greifvögel und das Absammeln der Eier aus den Gelegen. Bedingt durch die Einschränkung der Jagd und vor allem die Schaffung neuer geeigneter Lebensräume konnten sich die Bestände seitdem allerdings erholen. Teilweise wurden in den letzten Jahrzehnten sogar Gebiete erschlossen, in denen Weißschwanzaare auch historisch nicht nachweisbar sind, beispielsweise im Norden Mexikos, wohin die Vögel vermutlich aus Kalifornien eingewandert sind. Besonders profitiert die Art hierbei von der Rodung von Wäldern und der damit einhergehenden Schaffung offenerer Flächen, die von ihren bevorzugten Beutetieren genutzt werden können. Allgemein gelten Weißschwanzaare als sehr anpassungsfähig und können durch ihr nomadisches Verhaltensmuster gut auf regional beschränkte Störungen und Nahrungsknappheit reagieren. Natürliche Fressfeinde hat die Art kaum. Eine Predation durch Rotschwanzbussarde gilt als möglich, dürfte jedoch recht selten sein. Des Weiteren fallen die Gelege der Art gelegentlich Räubern wie der Amerikanerkrähe zum Opfer.
Das heutige Verbreitungsgebiet ist sehr groß, aber lückenhaft. Es erstreckt sich vom Süden und Westen der Vereinigten Staaten über Mittel- und Südamerika bis hinab nach Zentral-Chile und Zentral-Argentinien. Gemieden werden zu stark bewaldete Regionen, etwa im Amazonasbecken, sowie das Hochland. Die maximale Höhe, auf der der Weißschwanzaar nachgewiesen wurde, liegt bei etwa 1500 Metern. Die IUCN stuft die Art mit Stand 2016 als nicht gefährdet (Status least concern) ein und nimmt auch für die Zukunft einen positiven Populationstrend an.

## Systematik
Louis Pierre Vieillot beschrieb den Weißschwanzaar im Jahr 1818 anhand eines Typusexemplars aus Paraguay unter dem wissenschaftlichen Namen Milvus leucurus und stellte ihn damit zunächst zu den Milanen. Vieillot bezog sich bei der Erstbeschreibung auf Félix de Azaras Alcon del blanco. Lange war Azaras Beschreibung der einzige Nachweis für Paraguay, bis Alexander Wetmore 1926 über ein weiteres Exemplar aus Puerto Pinasco berichtete. Während des 20. Jahrhunderts galt die Art lange als konspezifisch mit dem in Europa und Afrika verbreiteten Gleitaar (Elanus caeruleus) und wurde als dessen Unterart Elanus caeruleus leucurus geführt. Erst Anfang der 1990er-Jahre erhielt der Weißschwanzaar basierend auf gravierenden Unterschieden in Größe und Körperform, Gefieder sowie Jagd- und Flugverhalten erneut den Status einer eigenen Art zugesprochen. Zurzeit wird neben der Nominatform Elanus leucurus leucurus noch die Unterart Elanus leucurus majusculus als gültig betrachtet, die sich hinsichtlich der Größe und der geografischen Verbreitung unterscheidet. Während Elanus leucurus leucurus den südamerikanischen Kontinent bewohnt, kommt Elanus leucurus majusculus in Nord- und Mittelamerika vor. Die Grenze der beiden Verbreitungsgebiete liegt in Panama.
Laut IOC World bird list:
- Elanus leucurus leucurus (Vieillot, 1818)[8] kommt im westlichen und südlichen Teil der USA bis nach Panama vor.
- Elanus leucurus majusculus Bangs & T. E. Penard, 1920[15] kommt vom nördlichen Südamerika bis zentral Chile und Argentinien vor.

## Etymologie
1809 führte Marie Jules César le Lorgne de Savigny die für die Wissenschaft neue Gattung Elanus ein. Der Begriff ist das altgriechischen Wort ελανος elanos für „Milan, Weihe“. Der Artname »leucurus« ist ein Wortgebilde aus λευκος leukos für „weiß“ und -ουρος, ουρα -ouros, oura für „-schwänzig, Schwanz“ ab. Schließlich hat »majusculus« seinen Ursprung in lateinisch maior, maioris, magnus ‚größer, groß‘.